# Lamasón
Lamasón is een gemeente in de Spaanse provincie en regio Cantabrië met een oppervlakte van 71,20 km². Lamasón telt 298 inwoners (1 januari 2016).

## Demografische ontwikkeling
Bron: INE, 1857-2011: volkstellingen